# FC Caracal
FC Caracal war ein rumänischer Fußballverein aus Caracal. Er wurde  2013  aufgelöst.

## Geschichte
Der FC Caracal wurde 1949 in Craiova als Electroputere Craiova gegründet. Electroputere spielte zumeist in den unteren Spielklassen, ehe 1989 der Aufstieg in die Divizia C und ein Jahr später der Sprung in die Divizia B gelang. Auch hier setzte sich das Team trotz eines Abzugs von zwei Punkten durch und stieg 1991 in die Divizia A auf, wo der steile Aufstieg in der Saison 1991/92 mit dem 3. Platz und der Qualifikation zum UEFA-Pokal seinen Höhepunkt erreichte. Dort kam nach einem 0:6 und 0:4 gegen Panathinaikos Athen aber bereits das Aus in der ersten Runde. In der Meisterschaft konnte mit dem 6. Platz das Vorjahresergebnis nicht ganz wiederholt werden. Nach dem Klassenerhalt in der Folgesaison stieg Electroputere am Ende der Saison 1994/95 nach einer Niederlage in der Relegation gegen Politehnica Iași ab.
In den Jahren 1997 und 1998 klopfte Electroputere zweimal an das Tor zur Divizia A, scheiterte jeweils aber knapp. Nach der Umbenennung in FC Extensiv Craiova im Jahr 1998 gelang im Jahr 1999 die Rückkehr in die Divizia A, die aber bereits ein Jahr später nach der Saison 1999/2000 beendet war. 2003 änderte der Verein seinen Namen in Fotbal Club Craiova.
Im Jahre 2004 verließ der Klub Craiova und zog nach Caracal um. Deshalb spielte er fortan unter dem Namen FC Caracal. Im selben Jahr wurde Nicolae Ungureanu Trainer des Teams, mit dem in der Folgesaison der Klassenerhalt gelang. Im Februar 2006 wurde Ilie Balaci mit 37,5 % Hauptaktionär des Klubs. Am 17. April 2006 erhielt Ungureanu von der Vereinsführung die Freigabe, um für die letzten Spiele der Saison 2005/06 den Erstligisten Pandurii Târgu Jiu zu trainieren. Sein Nachfolger wurde der bisherige Co-Trainer Nicolae Negrilă, der nach dem Saisonende durch Iordan Eftimie abgelöst wurde. Nach einer erfolgreichen Hinrunde 2006/07 löste Eftimie seinen Vertrag im Januar 2007 auf und wurde durch Emil Vlăduț ersetzt. Dieser wurde nach den ersten beiden Spielen der Rückrunde, in denen der Klub nur einen Punkt geholt hatte, am 12. März 2007 entlassen und stattdessen Nicolae Ungureanu als neuer Trainer verpflichtet. FC Caracal beendete die Saison auf dem siebten Rang seiner Staffel, startete in die Folgesaison jedoch mit zwei Unentschieden und acht Niederlagen. Nicolae Ungureanu löste daraufhin am 24. Oktober 2007 seinen Vertrag auf und wurde durch den ehemaligen Trainer von Universitatea Craiova, Florin Cioroianu, ersetzt. Am Ende der Saison 2007/08 stieg der Verein als Tabellenvorletzter aus der Liga II ab und spielt seither in der Liga III.
Florin Cioroianu löste im Juni 2008 seinen Vertrag auf, um anschließend Jugendtrainer bei Al-Ittihad in Saudi-Arabien zu werden, als Nachfolger wurde Daniel Mogoșanu geholt. Mit diesem scheiterte der Klub zunächst als Zweitplatzierter seiner Staffel an Gaz Metan CFR Craiova und schließlich im Juni 2009 in den Relegationsspielen an FC Silvania Șimleu Silvaniei. Mogoșanu verließ daraufhin den Verein, um am 21. Juni 2009 Cheftrainer bei Universitatea Craiova zu werden, kehrte aber bereits im November 2009 zum FC Caracal zurück, nachdem der bisherige Trainer Gheorghe Ciurea am 19. Oktober 2009 trotz Tabellenführung nach zehn Spieltagen entlassen und das Team zwischenzeitlich vom bisherigen Torwarttrainer Sabin Ciurea gecoacht worden war. Nach drei Niederlagen und drei Unentschieden in Folge in der Liga III wurde der Vertrag mit Mogoșanu am 22. März 2010 aufgelöst und stattdessen Iordan Eftimie bis zum Saisonende verpflichtet. Da in der Hinrunde in vier Spielen jeweils mehr als zwei ausländische Spieler zum Einsatz gekommen waren, wurden dem Verein nachträglich 12 Punkte abgezogen. So konnte der ursprüngliche Aufstiegskandidat erst am letzten Spieltag durch einen Auswärtssieg bei Ghecon Lăpușata den Abstieg in die Viertklassigkeit verhindern.
Nachdem kurzzeitig von der Auflösung des Klubs die Rede war, beendete Präsident Jean Nițulescu im Sommer 2010 sein langjähriges Engagement bei FC Caracal und wechselte zum Zweitligisten Alro Slatina. Sein Nachfolger wurde Stelian Veselin, der Laurențiu Urâtu, den bisherigen Trainer von Sportul Vișina Nouă, als Cheftrainer in seine Heimatstadt Caracal zurückbrachte. Nach einem enttäuschenden Start in die Drittligasaison 2011/12 wurde Urâtu am 12. September 2011 entlassen und durch Iordan Eftimie ersetzt, der am Tag zuvor bei dem Staffelkonkurrenten Girom Albota zurückgetreten war. Durch eine schwierige wirtschaftliche Lage musste der Klub 2013 aufgelöst werden. 

## Europapokalbilanz
| Saison  | Wettbewerb | Runde    | Gegner              | Gesamt | Hin     | Rück    |
| ------- | ---------- | -------- | ------------------- | ------ | ------- | ------- |
| 1992/93 | UEFA-Pokal | 1. Runde | Panathinaikos Athen | 00:10  | 0:6 (H) | 0:4 (A) |

Gesamtbilanz: 2 Spiele, 2 Niederlagen, 0:10 Tore (Tordifferenz −10)

## Bekannte Spieler
- Mircea Bornescu
- Ionel Gane
- Adrian Ilie
- Sabin Ilie
- Ștefan Nanu
- Mirel Rădoi
- Gabriel Popescu
- Florin Șoavă
- Nicolae Ungureanu

## Ehemalige Trainer
- Nicolae Ungureanu (2004 bis 17. April 2006, 12. März 2007 bis 24. Oktober 2007)
- Nicolae Negrilă (17. April 2006 bis Juni 2006)
- Iordan Eftimie (Juni 2006 bis Januar 2007, 22. März 2010 bis Sommer 2010, 12. September 2011 bis Mai 2013)
- Emil Vlăduț (Januar 2007 bis 12. März 2007)
- Florin Cioroianu (24. Oktober 2007 bis Juni 2008)
- Daniel Mogoșanu (Juni 2008 bis Juni 2009, Mitte November 2009 bis 22. März 2010)
- Gheorghe Ciurea (Sommer 2009 bis 19. Oktober 2009)
- Sabin Ciurea (19. Oktober 2009 bis Mitte November 2009)
- Laurențiu Urâtu (Sommer 2010 bis 12. September 2011)